# Trinitas terrestris con los santos y el Padre Eterno
La Trinitas terrestris con San Bruno, San Benito, San Bernardino y San Buenaventura es un óleo sobre lienzo (393×262 cm) de José de Ribera, fechado entre 1626 y 1635 aproximadamente, conservado en el Museo Nacional de Capodimonte, en Nápoles.
El lienzo es un complemento de Eterno Padre, un óleo sobre lienzo (109×109 cm) fechado entre 1626 y 1635, también de Ribera y conservado en el Museo Nacional de Capodimonte, en Nápoles. 

## Historia
El lienzo, junto con el Padre Eterno, se encontraba en el altar de mármol de Cosimo Fanzago (terminado en 1628) que estaba en el crucero de la iglesia de la Santísima Trinidad de las Monjas, para el que el pintor español ya había trabajado en el retablo de San Jerónimo y el ángel del juicio, que caracteriza el otro lado del crucero, en 1626.  Sin embargo, los acontecimientos que condujeron a las obras al complejo del convento no son seguros y viven en un doble escenario de hipótesis, apoyadas por unos u otros historiadores del arte.
Las pinturas formaron parte del conjunto del convento de la Santísima Trinidad de las Monjas hasta 1813, cuando los lienzos fueron retirados de la iglesia al ser suprimida la orden religiosa a la que se había confiado el edificio; las obras pasaron así a formar parte de la colección borbónica y, por tanto, fueron trasladadas al Museo Nacional de Capodimonte.

## Descripción

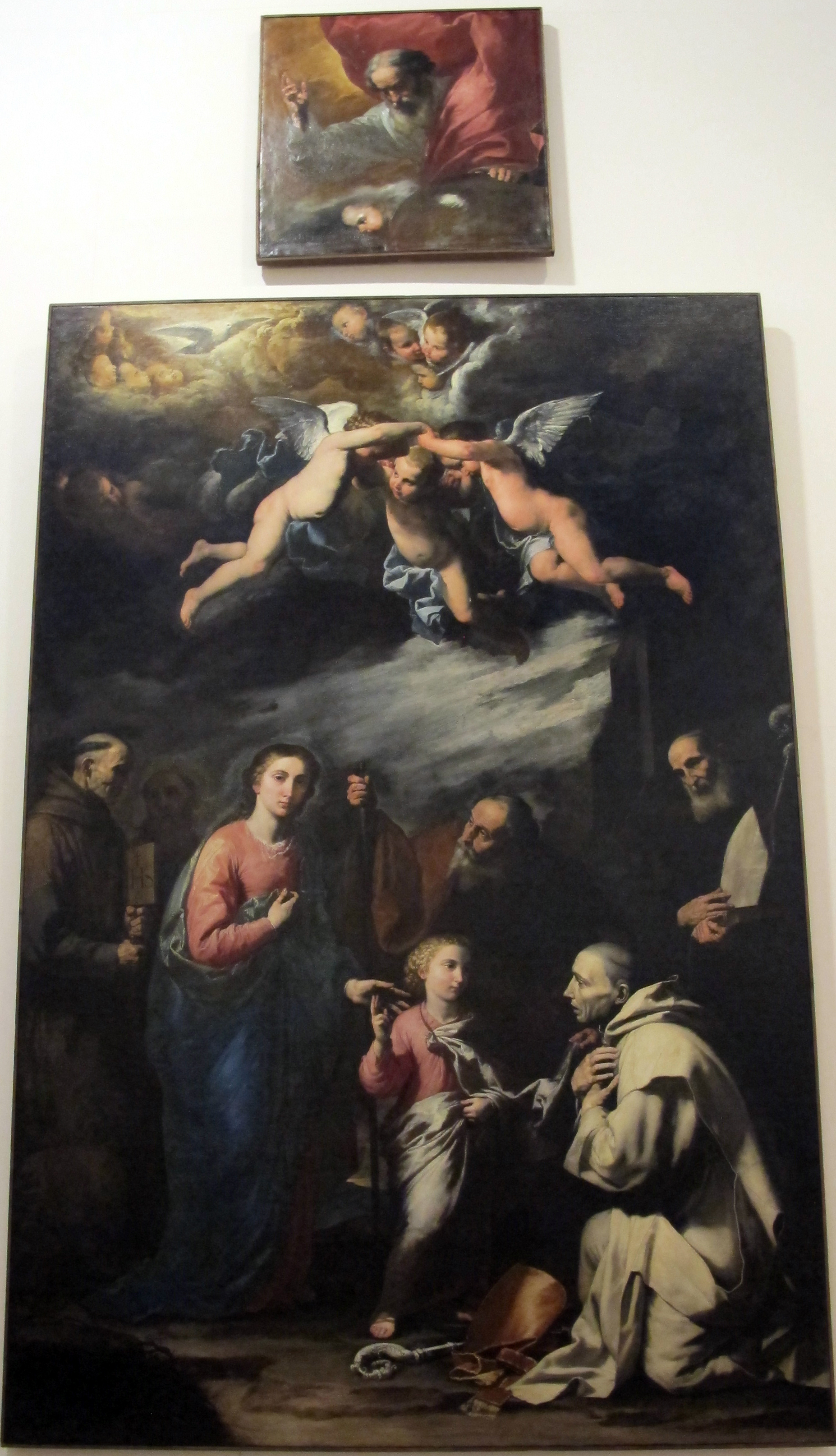
Vista general de los dos lienzos.

Entre las obras maestras del pintor español destaca el cuadro Trinitas terrestris, cuyo virtuosismo anticipa los que sólo se adquirirían definitivamente a partir de la tercera década del siglo XVII, es decir, en las obras de la plena madurez artística de Ribera.  De hecho, los pasajes de claroscuro son menos evidentes que en las primeras obras del pintor, donde la oscuridad de Caravaggio aparecía más definida y acentuada.
La escena representa la Trinitas terrestris (Trinidad terrestre) en la parte inferior, a continuación la Sagrada Familia en el centro (María, el Niño Jesús y San José), a la izquierda San Bernardo y al fondo San Buenaventura, a la derecha San Benito y San Bruno en primer plano arrodillado, Esta última iconografía fue tomada de un cuadro anterior de Ribera con el santo, la Virgen y el Niño con San Bruno, hoy en la Gemäldegalerie de Berlín, y será retomada en un panel posterior para los padres cartujos de San Martino, donde retrata al santo recibiendo la regla.  En el centro de la composición se vislumbra un cielo que se abre entre las nubes, pasaje pictórico típico de las composiciones de Ribera, mientras que por encima aparece un grupo de ángeles arremolinados con la paloma del Espíritu Santo a la izquierda.
Si a la composición de la Trinitas terrestris se añade el lienzo del Padre Eterno (donde Dios se representa con un putto y la esfera celeste), se configura también la iconografía de la Trinitas coelis (Trinidad celeste), construyendo así una única máquina escenográfica que representa una doble Trinitas. 
El lienzo de Trinitas lleva la firma del autor: « Jusepe de Ribera Hispanus / Fecit... ».